# Danny Amos
Danny Amos est un footballeur israélien d'origine sud-africaine né le 2 février 1987 à Vanderbijlpark en Afrique du Sud. Il évolue au poste de gardien de but au Maccabi Netanya.

## Palmarès

### En club
- Hapoël Ironi Kiryat Shmona
  - Champion d'Israël en 2012
  - Champion d'Israël de deuxième division en 2007 (en) et 2010 (en)
  - Vainqueur de la Coupe de la Ligue israélienne en 2011 (en) et 2012 (en)
  - Vainqueur de la Coupe de la Ligue israélienne de deuxième division en 2007 et 2010 (en)

### Distinction individuelle
- Élu joueur de l'année de la Fédération d'Israël en 2012 (avec l'Hapoël Ironi Kiryat Shmona)